# Joseph Diez Gergonne
Joseph Diez Gergonne (Nancy, 19 de juny de 1771 – Montpeller, 4 de maig de 1859) fou un matemàtic i lògic francès, especialitzat en geometria.

## Vida
Fill d'un pintor, Dominique Gergonne, va cursar estudis al College de Nancy on es va interessar per les ciències i les matemàtiques. En morir el seu pare quan tenia dotze anys, va haver de treballar a partir dels disset anys per ajudar econòmicament la seva mare i la seva germana.
El 1791, Gergonne s'allistà a l'exèrcit francès com a capità. L'exèrcit estava en una fase d'expansió ràpida perquè el govern francès temia una invasió estrangera dirigida a desfer la Revolució Francesa i restaurar Lluís XVI al tron de França. Prengué part en la batalla de Valmy el 20 de setembre de 1792. Després tornà a la vida civil, però aviat fou cridat de nou i participà en la invasió francesa d'Espanya el 1794.
El 1795, Gergonne i el seu regiment foren enviats a Nimes. En aquest moment, feu una transició definitiva a la vida civil per ocupar la càtedra de «matemàtiques transcendentals» a la nova École centrale. Assolí aquesta posició amb la influència de Gaspard Monge, el director de la nova École polytechnique de París.
El 1810, en resposta a les dificultats que trobà per publicar la seva obra, Gergonne fundà una publicació de matemàtiques pròpia, els Annales de Mathématiques pures et appliquées, habitualment anomenats Annales de Gergonne. El tema més comú dels articles en la seva publicació era la geometria, l'especialitat de Gergonne. Durant un període de 22 anys, en els Annales de Gergonne es publicaren uns 200 articles del mateix Gergonne i altres articles de molts matemàtics distingits, inclosos Poncelet, Servois, Bobillier, Steiner, Plücker, Chasles, Brianchon, Dupin, Lamé i fins i tot Galois.
Gergonne fou nomenat catedràtic d'astronomia a la Universitat de Montpeller el 1816. El 1830, fou nomenat rector de la Universitat de Montpeller i a partir de llavors deixà de publicar els Annales. Es retirà el 1844.

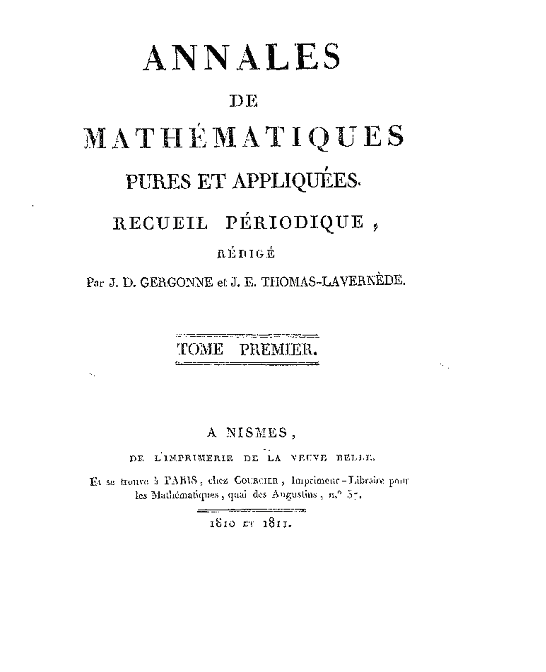
Portada del primer número dels Annales de mathématiques pures et appliquées, anomenats Annales de Gergonne.

## Obra
Gergonne fou dels primers matemàtics a emprar la paraula polar. En una sèrie d'articles començada el 1810, contribuí a elaborar el principi de dualitat en geometria projectiva, en adonar-se que cadascun dels teoremes en el pla que es refereix a punts i rectes correspon a un altre teorema en què punts i rectes estan intercanviats, a condició que el teorema no inclogui nocions mètriques (que no parli de distàncies, angles...). Gergonne fou un dels primers defensors de les tècniques de la geometria analítica i el 1816 trobà una elegant solució mitjançant coordenades del clàssic problema d'Apol·loni: trobar una circumferència tangent a tres circumferències donades, demostrant el poder dels nous mètodes.
El 1813, en resposta a la pregunta plantejada per l'Acadèmia de Bordeus Caractériser la synthèse et l'analyse mathématique et déterminer l'influence qu'ont eue ces deux méthodes sur la rigueur, les progrès et l'enseignement des sciences exactes, Gergonne escrigué un llarg assaig, que va ser premiat per l'Acadèmia. L'assaig resta inèdit i només es va publicar un resum amb el títol De l'Analyse et de la Synthèse dans les sciences mathématiques als Annales de juny de 1817. L'assaig és molt revelador de les idees filosòfiques de Gergonne. Advocava per l'abandonament dels mots anàlisi i síntesi, argumentant que no tenien significats clars. Sorprenentment per a un geòmetra, suggerí que l'àlgebra és més important que la geometria en un temps en què l'àlgebra consistia gairebé íntegrament de l'àlgebra elemental del cos dels reals. Predigué que algun dia es farien servir mètodes quasi-mecànics per descobrir nous resultats.
El 1815, Gergonne escrigué el primer article sobre disseny òptim d'experiments per regressió polinòmica. Segons Stephen M. Stigler, Gergonne fou pioner del disseny òptim així com del mètode de superfícies de les respostes.
Publicà «Essai sur la théorie des définitions» (Assaig sobre la teoria de les definicions) als seus Annales el 1818. Aquest assaig és considerat generalment el primer a reconèixer i donar nom a la construcció de definició implícita.

## Cita
- «No és pas possible quedar satisfet d'haver dit l'última paraula d'alguna teoria mentre no ho puguis explicar en poques paraules a qualsevol que et trobis al carrer.»[11]